# Флавій Юлій Патрицій
Флавій Юлій Патрицій (*Flavius Iulius Patricius, д/н —†471) — політичний діяч Східної Римської імперії, Цезар (молодший імператор) у 470–471 роках.

## Життєпис
Походив з алано—готської впливової родини. Син Флавія Ардабурія Аспара, патриція та magister militum. Своєю кар'єрою завдячує батькові. Здебільшого займався державними справами, не брав участь у бойових діях. У 459 році стає консулом на Сході разом з Ріцімером на Заході. У 470 році Аспар змусив імператора Зенона надати Патрицію титул Цезаря та видати за нього імператорську доньку Леонтію. Це викликало обурення серед мешканців Константинополя, вони побоювалися, що Патрицій (який був аріанином) може стати спадкоємцем трону, а можливо й імператором. Втім на деякий час Аспар придушив ці заворушення. Патрицій як Цезар здійснив інспекційну поїздку до Єгипту.
Втім вже у 471 році Лев I наказав вбити Аспара. Але Патрицій врятувався, проте того ж року його було схоплено й страчено у Константинополі.

## Родина
Дружина — Леонтія, донька імператора Зенона.